# Nikolaj de Giers
Nikolaj Karlovitsj de Giers (Russisch: Николай Карлович Гирс) (Radyvyliv (Wolynië), 21 mei 1820 -  Sint-Petersburg,  26 januari 1895), was minister van Buitenlandse Zaken van Rusland. In deze functie bracht hij in 1892 het bondgenootschap tussen het autocratisch geregeerde Rusland van de tsaar en de liberale en democratische Franse Republiek tot stand. Dit bondgenootschap isoleerde Duitsland dat nu niet langer in de rug gedekt was wanneer het een conflict met Frankrijk zou krijgen. 
Toen Nikolaj de Giers op 23 juli 1888 tot Ridder in de Pruisische Orde van de Zwarte Adelaar werd benoemd verwierf hij ook de Ie Klasse van de Orde van de Rode Adelaar.